# プリンス自動車工業
プリンス自動車工業株式会社（プリンスじどうしゃこうぎょう）とは、かつて存在していた、日本の自動車メーカー。1947年に創立、以後変遷を経ながら1966年に日産自動車と合併する。
第二次世界大戦後、航空機製造を禁じられた立川飛行機出身の、外山保、田中次郎ら技術者により、1947年に「東京電気自動車」の社名で発足。電気自動車製造からスタートしたメーカーであるが、1951年以降はガソリン自動車開発に転身した。経営および資本面ではタイヤメーカーのブリヂストンとその創業者である石橋正二郎が大きな役割を担っており、旧・中島飛行機系の企業である「富士精密工業」との協業、合併をも経るなど、企業としての成立過程および社名の変遷は複雑である。
元航空技術者を多く擁する技術開発重視の社風により、早くから先進技術を導入し、1960年代にはモータースポーツ界でも大いに活躍したが、1966年ni
日産自動車に実質的に吸収合併された。
合併するまでは、東京証券取引所に上場していた。

## 概説
商号は、創業以来、たま電気自動車、たま自動車と変遷、1952年11月以降はプリンス自動車工業に社名を変更していた。1954年にはすでにエンジンで協業し、やはり石橋正二郎が会長となっていた富士精密工業と合併し、社名を富士精密工業とした。富士精密工業も、中川良一ら、飛行機会社中島飛行機の東京製作所（荻窪）と浜松製作所の技術者によって業態転換で発足した会社である。のち1961年に社名を再びプリンス自動車工業に変更、日産自動車との合併までこれを通した。
自動車技術面においては、極めて先進的な試みを多く行ったことで知られている。当初は電気自動車を製造したが、1950年の朝鮮戦争勃発に伴うバッテリーのコスト高騰に伴いガソリン自動車生産に転換。以降、日産やトヨタなどの上位メーカーをも凌駕する先進技術を続々投入して日本の自動車市場にインパクトを与え、1960年代前半にはモータースポーツでも華々しい活躍を見せた。
しかし、元航空技術者を多く擁する体制に起因する技術偏重の社風はコスト度外視な設計につながり、一方で中級車が主力、かつ小排気量大衆車を持たないというアンバランスな車種構成は、販売面でのマイナスであった。これらの理由から他メーカーとの競争力を欠き、長く経営難が続いた。
最終的には、1966年に日産自動車と合併し、独立メーカーとしての歴史を閉じた。従業員、工場、ディーラー網、そして当時の生産モデルであったグロリア、スカイライン、クリッパー、マイラー、ホーマー、ホーミーといったブランドは日産自動車に引き継がれた。
日本の皇室用御料車として7台が納入された「日産・プリンスロイヤル」は、開発はプリンスによるものであり、日産と合併した後の1967年2月に納入されたため社名に日産とプリンスの両方が冠されている。
プリンス自動車と皇室との縁は深く、「プリンス」の車名・社名が、1952年の皇太子明仁親王（現・上皇）の立太子礼にちなむだけでなく、1960年代前期には多数のプリンス乗用車が宮内庁の公用車として納入された。明仁親王は自動車愛好者であり、青年時代においては、宮内庁に納入された1954年式プリンスAISH、1958年式プリンス・スカイライン（1900ccエンジン試作車）、1964年式グランド・グロリアなどのプリンス車を自ら運転し、東京近郊をドライブしていた。

## 沿革

### 電気自動車メーカー時代
- 1945年 石川島飛行機製作所(石川島重工業系)を前身とする立川飛行機は終戦後から民生分野に進出を目論んだ。燃料事情の悪い時期であったため、バッテリーを搭載した電気自動車の開発を志す。戦前の有名小型車メーカーで、戦時体制下で立川飛行機の系列企業となっていた高速機関工業（ブランドは「オオタ」）からシャーシ技術を導入、開発を進めた。
- 1946年 3月、自動車産業への転換申請。11月、オオタトラックベースの試作車「EOT-46」完成。同時に工場はアメリカ軍に接収、軍管理下におかれアメリカ極東軍の自動車修理工場とされることが決定。外山保をリーダーとする自動車部門は独立を決意する。接収された工場内の資材、機械設備を借り受けることが認められた。東京北多摩郡府中町の府中刑務所隣、日本小型飛行機グライダー工場跡で活動を開始。モーター製作は日立製作所、搭載バッテリー開発は湯浅電池の協力を得た。

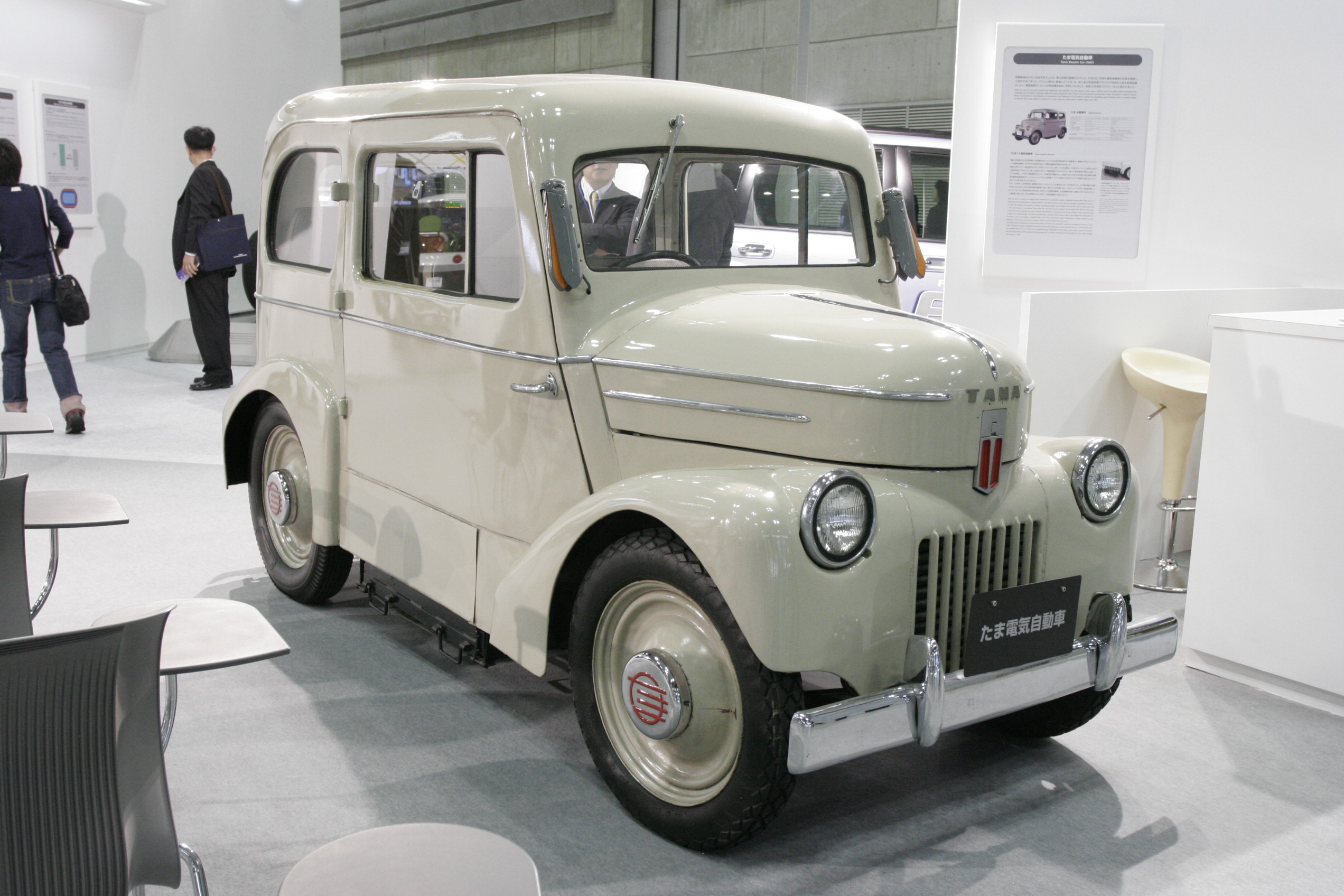
「たま（乗用車型）」

- 1947年 立川飛行機がGHQの指令により企業解体。4月、トラック「EOT-47」完成。6月、東京電気自動車として法人化（実質的な創立）。最初の市販形電気自動車を発表、工場地元の地名にちなみ「たま」号と命名。最高速度35km/h、航続距離65km。ホイールベース間のシャーシを部分的に切り欠いて側面からスライド脱着できる電池ケースを搭載し、電池交換で充電時間を節約するアイデアをすでに採用していた[注釈 1][注釈 2]。当時の電気自動車の中で群を抜いた性能で注目を集める。乗用車形とトラック形があった。なお、のちに乗用車型の1台は現在の日産自動車に静態保存されたが、2010年9月7日に実際に運転できるように同社で復元された上で公開された[3]。
- 1948年 より大型化・高性能化を狙った新型車「たまジュニア」・「たまセニア」を開発。横置きリーフスプリングによる前輪独立懸架と油圧ブレーキを採用、一方でバッテリーは固定搭載式に変更。セニアにはX型クロスメンバー入り低床フレームを採用した。商業的成功で電気自動車市場をリードする存在となったが、さらに企業としての安定を図るため、外山の義父で自由党代議士でもあった画商の鈴木里一郎に依頼し、鈴木の顧客であったブリヂストン会長・石橋正二郎に出資を請う。以前より自動車製造への関心があった石橋は検討の末、翌年出資をおこなう。
- 1949年 2月、石橋正二郎、鈴木里一郎が出資を行い、石橋は会長に就任。石橋の意向で鈴木里一郎が社長となる。以後は日産との合併まで、ブリヂストンおよび石橋家との関係が強くなる。11月、府中から三鷹に移転。同時にたま電気自動車に社名変更。車の名前と同じ社名とした。
  - 「ジュニア」「セニア」は1948年下期から1949年上期にかけ、木骨ボディから全鋼製ボディにマイナーチェンジ、ホイールベース拡大で性能を向上。最上級モデルのセニアはホイールベース2400mm、自重1.9t以上（重量の相当部分がバッテリーであった）という堂々たる中型セダンとなり、最高速度55km/h、航続距離200kmという当時の日本製電気自動車最高水準の性能に到達する。
- 1950年 朝鮮戦争勃発に伴う特需で、バッテリーの主たる資材となる鉛の市場価格が高騰し、バッテリーのコストが急騰したため、電気自動車は価格競争力を失う。打開策としてガソリン自動車生産への転換を企図し、11月、エンジン開発契約を旧中島飛行機 東京製作所（荻窪）および浜松製作所を母体とする富士精密工業と交わす。
- 1951年 たま自動車に社名変更。在庫の「ジュニア」「セニア」のボディとシャーシは高速機関工業でオオタ車用ガソリンエンジンを搭載してオオタ・ブランドで販売することで処分した。全株を保持していた日本興業銀行は富士精密工業が自動車に乗り出すことには賛成していなかった。このため、すべてを興銀から石橋が買い取ることで解決される。これにより富士精密工業株主は日本興業銀行から石橋正二郎となり、また石橋自身が富士精密工業会長に納まることで、この後の合併の布石となっていく。

### ガソリン自動車メーカー時代
- 1952年 当初からガソリン車として開発した初めてのモデルである1500cc車「AISH型乗用車」「AFTF型トラック」を発売。車名は当初「たま」と予定されていたが、当時の皇太子明仁親王が同年に立太子礼を行うことから、これを記念して「プリンス」と命名。会長・石橋の案とされ、響きの良さを狙った外国語車名採用の早い例。3月、ブリヂストン本社ビルにて展示発表会をおこなう。11月には、社名もプリンス自動車工業に変更。同年、プリンス自動車販売が設立される。
  - 新開発の富士精密FG4Aエンジンは当時日本の小型乗用車用エンジン中最大の1500cc45PSで、形式名は「富士精密のガソリンエンジン4気筒型」の意を略したもの。石橋正二郎が以前から所有していた自家用車・プジョー202の1200ccエンジンを参考に拡大設計したOHVエンジンであるが、以後10年以上に渡り大改良を受けつつ、「FGA」→「GA4」→「G-1」と名称を変えながら、プリンスの主力エンジンとなった。
  - AISH乗用車（プリンス・セダン）は4速シンクロメッシュ・ギアボックスやコラムシフト、油圧ブレーキや低床シャーシを備え、1952年当時もっとも進歩的かつ最大の日本製乗用車であった。もっとも前輪は固定軸であり、再び独立式となるのは1956年である。最初の試作車の完成は先行したトラックよりも遅く1952年2月15日だったが[4]、耐久試験も十分に行われないままわずか8日後には運輸省の公式試験を受け、翌月3月7日には発表・発売に踏み切った（ここまで無謀な新車発売はほとんど他例がない）。しかも試作2号車は東京工業大学に公用車として販売してしまった。車格や排気量が輸入車並みに大きいことから市場の注目を集めたが、耐久試験なども十分に為されないまま量産に突入したため、ユーザー・生産の両面でトラブルの連続となり、乗用車メーカーとしての安定した操業にしばし時間を費やすことになった。一方、すでに1951年11月に試作完成していた1.2t積みトラックは、余裕を持った耐久性重視の設計によって当時の市場で好評を得、主力製品となった。
- 1954年 2月、営業強化のため、東京営業所を母体に販売会社のプリンス自動車販売（プリンス自販）を設立。4月、懸案であったプリンス自動車工業と富士精密工業の合併が実現、存続社名を富士精密工業とする。10月、東京都港区三田にプリンス自販本社ビル完成。
- 1955年 同年から三鷹工場での設備合理化計画を開始、合理的な量産体制の構築で、大幅な生産コスト低下や品質向上を図る。同年、日本の小型トラックでも先駆的なフル・キャブオーバー型車となった「AKTG-1型」を発売。荷台を大幅に拡大できるメリットがあり、他社に先鞭を付ける。以降も販売の主力は常にトラック・バンであった。
- 1955年 工学博士・糸川英夫とともに日本初のペンシルロケットを開発、この固体燃料ロケットの技術は日産からIHI(IHIエアロスペース)へと引き継がれ、現在の固体燃料ロケットの基礎となった。
- 1956年 プリンス・セダンのビッグマイナーチェンジ型としてAMSH型乗用車を発表。前輪にウィッシュボーン式独立懸架を採用し、競合メーカーに対抗する。
- 1957年 初代スカイライン発売。シャーシ設計を刷新、日本で初めて後輪懸架にド・ディオン・アクスルを採用した。同じ頃、600ccクラスの空冷式リアエンジン小型大衆車「DPSK型」の開発を進め、1959年には試作車を完成させたが、資金事情から量産化は頓挫した。
- 1959年 初代グロリア発売（1900cc。戦後の日本製乗用車としては初の普通車（3ナンバー）規格乗用車となる。なお1960年に5ナンバー車（小型乗用車）の規格が1500cc以下から2000cc以下に変更されたため、以後はグロリアも5ナンバーとなる）
- 1960年 「自動車事業5か年計画」で1964年完了を目標とした200億円以上（当時）の大規模設備投資を開始。住友銀行とプリンス自販との提携で自動車ローンを制度化し提供開始。
- 1961年 2月、社名を「プリンス自動車工業」に変更。3月、東京都下で村山工場の建設着工。12月、自動車以外のミシンなどを主力としていた浜松工場を子会社のリズムフレンド製造として分社化。旧・富士精密系の航空産業部門は残存したが、すでに収益の9割以上がこの時点で自動車にシフトしていた。
- 1962年 イタリアのジョヴァンニ・ミケロッティにデザインを依頼した「スカイライン・スポーツ」を発売。イタリア人デザイナーへのデザイン発注は日本でも極めて早い時期の試み。商業的には失敗で60台弱がハンドメイドされるに留まった。
- 10月、村山工場操業開始。テストコースをも備えた大工場で、以後の主力工場となる。9月、プリンス自販は三田の本社ビルを8階建てに改築、販促強化を図る。
- 1963年 前年に発売されていた二代目グロリア（S40型）に、直列6気筒SOHCエンジン「G7型」（2000cc、105PS）を搭載した「グロリア・スーパー6」を追加。日本製の本格的な量産乗用車としては初のSOHCエンジン搭載車。以後競合他社も追随し、日本車においてSOHC機構の普及するきっかけとなる。
- 1964年 5月3日、鈴鹿サーキットで開催された第2回日本グランプリ「GT-2」クラスで、プリンス・ワークスチームの「スカイラインGT」が上位入賞。以後、日産合併後に至るまでの「スカイライン伝説」の端緒となり、モータースポーツでのイメージアップに貢献。同年10月からエンジン生産は村山工場に集約、三鷹工場はドライブトレーン周りの生産に移行した。
- 1965年 5月、日産自動車との合併計画を発表。
- 1966年 8月1日、日産自動車と合併（日産自動車による実質的な吸収合併）。

### 合併に至るまでの経緯
プリンスが日産と合併せざるを得なくなったのは、主に以下の要因があるとされる。
- 1つ目は、プリンス自体の経営不振である。いびつな車種構成により他メーカーとの競争力を欠いていたプリンス自動車工業本体の黒字を出す目的で、販売部門であるプリンス自販に在庫を強制引き取りさせていたため、値引きによる在庫処分を強いられ、自販は慢性赤字経営に陥っていた。

- 2つ目は、当時の通商産業省の自動車業界再編計画の存在である。1965年、外国車の輸入自由化を控えた通商産業省（当時）が、乱立する国内メーカー同士の潰し合いを避けるための業界の整理統合を目論み、これに伴う行政指導を行ったことから、自動車業界再編の機運が盛り上がっていた[5]。

- 3つ目は、プリンス会長の石橋正二郎が、タイヤメーカーのブリヂストンの経営者でもあったことである。プリンスの最大出資者であるブリヂストンにとって、自動車用タイヤ生産拡大に際し、プリンス以外のメーカーとの取引に支障が発生する可能性を配慮する必要があった。そのため、石橋は他社との合併という苦渋の決断をせざるを得なかった。

石橋は当初、自らトヨタ自動車工業に合併話を持ちかけた。プリンス自動車のメインバンクであった住友銀行の頭取・堀田庄三は、同行から専務・小川秀彦をプリンスに社長として出向させ、トヨタとの救済合併ならびに住友銀行とトヨタグループの取引再開を画策した。
住友銀行ではプリンスを合併することにより、当時は西日本の愛知県にしか生産拠点を持たなかったトヨタが、東日本の東京に工場を持つことができるメリットを説いた。しかし、トヨタの経営危機の際に住友銀行が融資を拒絶したことに起因する深刻な遺恨があった。そして、トヨタへの融資を拒絶した住友銀行の担当者が、まさに住友銀行の融資担当常務だった堀田と、住友銀行名古屋支店長だった小川であったのである（住友銀行#トヨタ自動車との確執も参照）。
これらの経緯もあり、プリンスの経営悪化の内情を知っていたトヨタは、この合併話をきっぱりと断っている。
石橋は「トヨタと縁がなければ、他のメーカーに持っていかざるを得ない」と言い残し、日産との合併を進めた。
プリンスと日産が合併に至るまでの水面下の交渉では、当時の通産大臣であった桜内義雄自ら、会長の石橋正二郎と日産社長の川又克二および取引銀行間の調整に奔走した。

### 合併後
日産との合併後は、それまでの旧プリンスの従業員、工場、ディーラー網、そして当時の生産モデルであったグロリア、スカイライン、クリッパー、マイラー、ホーマー、ホーミー、ライトコーチなど、旧プリンスの車種は日産に引き継がれた。
「プリンス自動車工業」の販売部門会社「プリンス自動車販売」は、日産との合併後「日産プリンス自動車販売」に社名変更され、日産本体とは別組織の全国プリンス店系列販売統括会社として、日産本体で販売統括していた日産店系列、モーター店系列、サニー店系列、チェリー店系列とは異なり、旧プリンスの名残を継承して独自展開されていたが1986年10月1日付で日産本体の「日産自動車販売」へ統合された。
旧プリンスはスカイラインと桜井眞一郎の存在感こそ大きかったものの、日産社内では傍系グループとして扱われ、1970年代以降日産への一体化が進められ、数年間でバッジエンジニアリングによる製品統合や車種整理を進め、従業員対策では当時の経営陣と癒着していた多数派の日産労組へプリンス系労組を吸収するなどの施策を採り、独立メーカーとしての存在感は早期に喪失されている。
また、旧プリンスと日産では車両型式のルールが異なっていたが、これらについても日産との合併後、フルモデルチェンジやマイナーチェンジを機に日産式の型式に変更されたほか、旧プリンスで開発し日産との合併以降に発売された車種では、開発途上では旧プリンス式の型式が与えられた車種が存在する。
旧プリンスのガソリンエンジンはすべて「G」で始まる型式が与えられていたが（元々、プリンス社内でガソリンエンジンを表す記号だった）、合併後も日産に型式が「G」で始まるエンジンがなかったため、日産式（数字は排気量を表す）の型式に変更したうえで1970年代半ばまで旧プリンスの各車種やローレルに搭載されていた。

### プリンスの名残

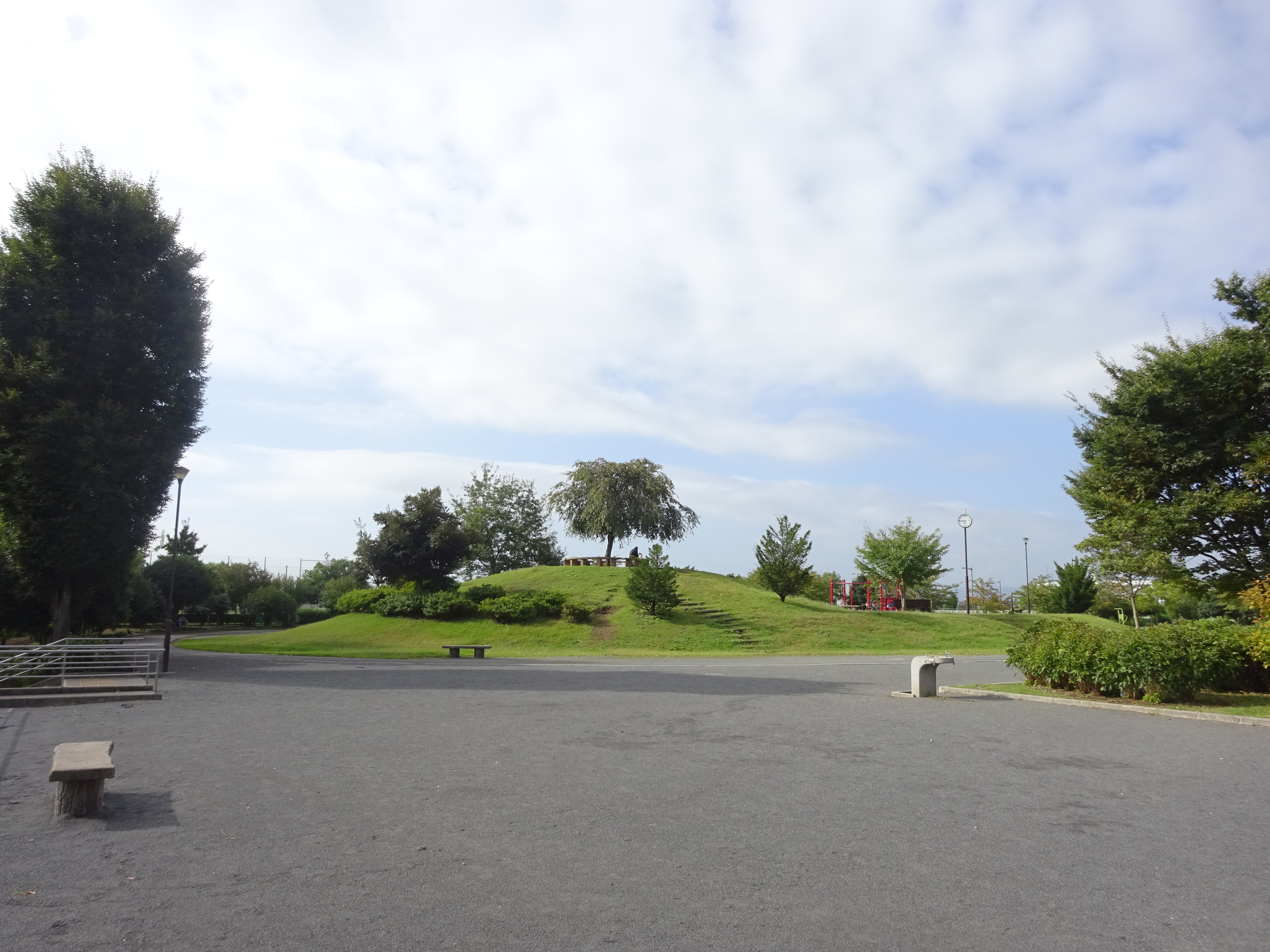
プリンスの丘公園（東京都武蔵村山市）

- 1998年 中島飛行機（東京製作所、中島飛行機最初のエンジン工場）、またプリンス自動車の主力工場であった、日産自動車荻窪工場が閉鎖。
- 2000年 プリンス自動車からの系譜を持つ日産自動車宇宙航空事業部が、石川島播磨重工業傘下のアイ・エイチ・アイ・エアロスペース（当時）へ分離。
- 2001年3月、元プリンス自動車・村山工場であった日産自動車村山工場が閉鎖。跡地はイオンモールむさし村山、真如苑などになる。
- 2003年 日産初の軽商用車として「クリッパー」の名称が復活。
- 2004年 プリンスから日産に引き継がれた「グロリア」が、姉妹車の「セドリック」とともに生産終了。これにより、プリンス自動車時代から続くネームシップは、「スカイライン」の車名のみとなった。

プリンス自動車時代の名残は現在、「スカイライン」の車名と、かつては三菱自動車工業から、現在はスズキからOEM供給されている軽貨物トラック・バンの車名として復活採用された「クリッパー」の車名、「日産プリンス○○販売」（旧・レッドステージ）の各販売会社名、村山工場の跡地の一部に整備された武蔵村山市市営の都市公園「プリンスの丘公園」、海運会社の「プリンス海運」の社名とロゴデザイン、および自動車専用船「ぷりんすはやて」の船名に受け継がれている。プリンス海運の所有船のファンネルマークには、プリンス自動車の「P」文字マークが描かれている。

## 年譜
プリンス自動車工業は、二つの異なる源流を持つ。合流前の二者（二社）の年譜、そして合流後、日産自動車に合併吸収されるまでの年譜は、以下の通りである。

### 年譜その1‐旧立川飛行機系の流れ
- 1946年（昭和21年）12月 － 立川飛行機の電気自動車部門、立川飛行機本体と分離し、高速機関工業株式会社府中工場として活動開始
- 1947年（昭和22年）6月30日 － 東京電気自動車株式会社設立
- 1949年（昭和24年）2月、石橋正二郎、東京電気自動車に出資、会長となる
- 1949年（昭和24年）11月30日 － たま電気自動車株式会社に商号変更
- 1951年（昭和26年）11月 － たま自動車株式会社に商号変更
- 1952年（昭和27年）11月 － プリンス自動車工業株式会社に商号変更
- 1954年（昭和29年）4月10日 － 同社にエンジンを供給していた富士精密工業株式会社と、一対一の対等合併（但し富士精密を存続会社としたので、ここで一旦、「プリンス自動車工業」の社名は消える）

### 年譜その2‐旧中島飛行機系の流れ
- 1945年（昭和20年）8月16日 － 中島飛行機株式会社が、富士産業株式会社に商号変更。
- 1945年（昭和20年）11月6日 － 占領軍により財閥指定を受け、解散を命ぜられる
- 1950年（昭和25年）5月 － 解散
- 1950年（昭和25年）7月 － 旧富士産業は12社に分割され、東京工場と浜松工場は富士精密工業株式会社となる
- 1951年（昭和26年）4月 － 石橋正二郎が経営権を獲得し、会長となる
- 1954年（昭和29年）4月10日 － エンジンを供給していたプリンス自動車工業株式会社と、一対一の対等合併

### 年譜その3－旧立川飛行機系と旧中島飛行機系の合併後、日産自動車との合併まで
- 1956年（昭和31年）7月20日 － 東京証券取引所に新規上場[1]
- 1961年（昭和36年）3月1日 － 富士精密工業株式会社がプリンス自動車工業株式会社に商号変更（「プリンス自動車工業」の社名が復活）[9]
- 1965年（昭和40年）5月31日 － 日産自動車株式会社との合併を発表、覚書に調印[10]
- 1966年（昭和41年）4月20日 － 合併契約に正式調印、合併比率は日産1:プリンス2.5[11]
- 1966年（昭和41年）8月1日 － 日産自動車と合併（日産自動車に吸収合併される）

## モータースポーツ

### スカイライン
1963年5月に鈴鹿サーキットにて日本初の大規模自動車レースとなった第1回日本グランプリが行われた。プリンスはほとんど無改造のスカイライン・スポーツとグロリアの2台で参戦した。しかし、他社がエンジンやサスペンション、車体をかなり改造して参戦しプリンスは8位と惨敗に終わった。
激怒した石橋正二郎の叱責にグランプリ担当の常務であった中川良一は第2回日本グランプリ(1964年5月3日)のGT-IIクラスに向け全社規模に及ぶプロジェクトを立ち上げた。中川を最高責任者として、エンジン実験課の青地康雄をワークスチーム監督、設計課の桜井眞一郎をレース車開発チーフに据え、ほとんどのスタッフが市販車の開発と同時進行でレース用車両の開発に取り組んだ。

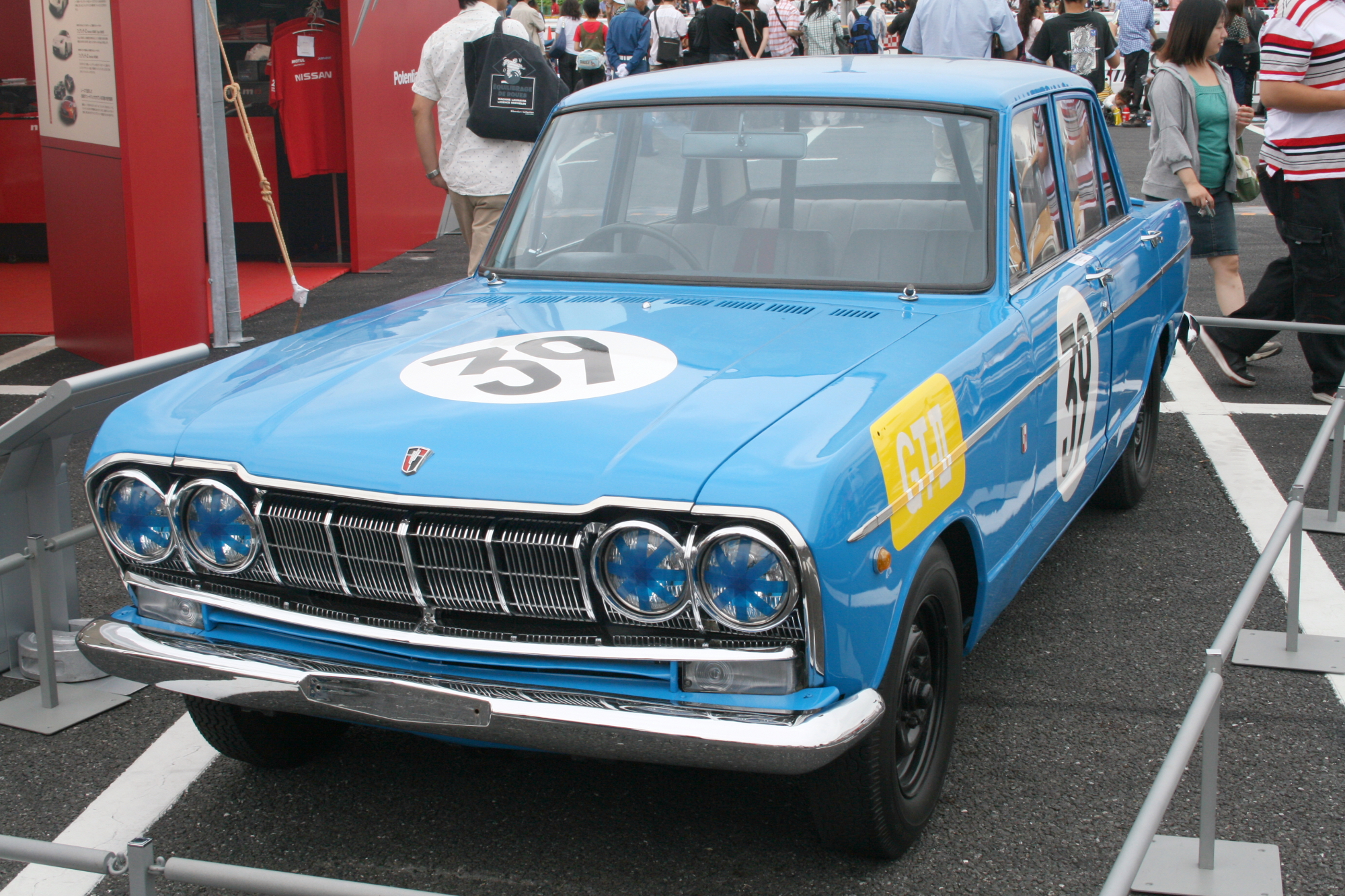
スカイラインGT S54A-1型

こうして日本初のホモロゲーションモデル「スカイラインGT」が開発された。グロリア・スーパー6に搭載されていたG7型エンジン（2000cc）を125馬力までパワーアップし、S50型スカイライン（1500cc）の車体に搭載したものである。4気筒を前提とした車体に6気筒エンジンを載せたため、エンジンルームの長さが足りずボディを延長。エンジンには高価なイタリア・ウェーバー社のツインチョークキャブレターが3連で装着されていた。スカイラインGTは鈴鹿での事前テストで当時の国産車では最高となる3分を切るタイムを記録し、レース前から競合メーカーの脅威となった。プリンスは7台もの車両を用意したが「契約ドライバー」の予算が不足し苦肉の策として須田祐弘を入社試験も受けさせ「社員ドライバー」として採用した。本来の社員ドライバーとしては殿井宣行、古平勝が参戦した。
このレースに、トヨタと契約しているレーサー・式場壮吉が個人輸入したポルシェ・904が急遽参戦した。これはトヨタ自動車によるプリンスの勝利阻止策とも言われている。本戦でスカイラインGTはポルシェ・904と激しいバトルを展開し、生沢徹の乗る41号車スカイラインが一時はトップに立つ。しかし僅か半周ほどで抜き返されてしまった。とはいえ砂子義一が2位、生沢徹が3位に入り、社員ドライバーも古平が4位、殿井が5位、須田が6位と、完走11車（30車出場）の上位を独占した。本格的なレーシングマシンであるポルシェ・904を一時とはいえ抜いたことが、「スカイライン伝説」の起源となったといわれる。
ただし生沢スカイラインが式場ポルシェを抜いたのは、事前の談合の結果ではないかという説もある。レース直前、式場から「ポルシェでGT-2クラスに出る」と聞かされた生沢は「もし抜いたら1周だけ前を走らせてくれ」と要望し、式場から了解を貰っていたというのである。
両者の談合説の根拠として、次のような事情が指摘されている。
- 式場と生沢は友人同士で、予選でクラッシュした式場ポルシェが徹夜の応急修理を終え決勝レース直前にコースインした際、生沢もゼッケン貼りなどを手伝ったほどだった。
- ポルシェはマシンセッティングをする時間がないまま出場し、しかも予選中のクラッシュの影響でコーナー旋回に苦しむなどのハンディを抱えていた。そのためか決勝レースのラップタイムでは、スカイライン勢を圧倒するほどの速さではなかった。
- それにもかかわらず、生沢はトップに立っても式場ポルシェを押さえ付けず、あっさりと抜き返された。
- 抜き返された後の生沢徹はポルシェを追おうとせず、2位を守る走りになっていた。そのため3位を走っていた砂子義一に抜かれ、最終的には3位でゴールしている。

2位に入った39号車の砂子義一は、後日「ポルシェより速い車（生沢車）が自分より下位になるのはおかしい」「抜き返された後の生沢徹はポルシェを真剣に追わなかった」などと回想している。ただし、この談合説に関しての生沢と式場両名の談話は、時期によって内容が二転三転しており、今もって明確な真偽は不明のままとなっている。

### R380

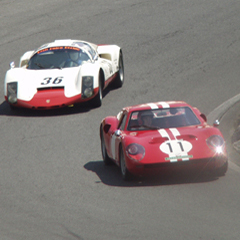
R380（前）とポルシェ・906。
第3回日本グランプリでのバトルを再現したもの。
（2003-09-15 富士スピードウェイ・旧コースファイナルイベント）

1966年には、4バルブDOHC 225馬力のGR8型エンジン、アルミボディのレーシングカー「プリンスR380」を開発し、新規に開設されたばかりの富士スピードウェイに舞台を移した5月の第3回日本グランプリに4台が参戦。3度目にしてプリンスとしては最期の挑戦となる。強敵ポルシェ・906に乗る滝進太郎を相手に、スタートで砂子義一がリードし生沢がブロックをするも一旦は先行される。しかし、途中給油のためのピットストップにおいて、タンクを高い位置に設置した重力給油法で滝よりも30秒も速く給油を済ませ、逆転する。滝は生沢の執拗なブロックに遭った上、給油もごく普通の方法で行ったため非常に手間取り、トップの砂子を追うため無理なペースアップを強いられる。結果として滝はこの後クラッシュしてリタイア。砂子義一がその他の車を3周遅れにし優勝。プリンスR380が2位と4位も獲得する。
ただし、このレースでポルシェ・906を駆った滝はプロドライバーではなく好事家のアマチュアであり、元2輪GPライダーの砂子義一や若手ナンバーワンの生沢徹に比較すれば腕が劣っていた感は否めない。また滝のポルシェ・906もメーカーが威信をかけたワークスマシンではなく、かなりの高額ではあるものの、レーシングマシンとしてはあくまで市販されているものだった。プリンス勢がチームワークを駆使したのに対し、滝はプライベーターで単独出場の身。資金力や体制面でも大きな差があったことは事実であり、このレースにおいて「プリンスがポルシェに勝った」という言葉が一人歩きしがちであるが、これらの点は重々考慮する必要があるだろう。
日産との合併で、プリンスのドライバー陣は解雇を予測していたが、日産側は彼らの技術を買って慰留し、R380でのレース活動は日産との合併後も日産R380として続けられた。それどころか、サーキットにおける日産ワークスとしての主軸も旧プリンス勢（特殊車両部第2実験課）が担うことになり、旧日産勢（特殊車両部第1実験課）はその活動の主軸をサファリラリー等のラリーに移すことになった（詳細は追浜ワークスを参照）。

## 開発した車

### 電気自動車
- トラック（EOT-47/EOT-48）
- たま電気乗用車（E4S-47）
- たまジュニア （2ドア：E4S-48/E4S-49、4ドア：E4S-49-II）
- たまセニア （2ドア：EMS-48/EMS-49、 4ドア：EMS-49）

### 乗用車系
- プリンス・セダン （AISH。前輪独立懸架のAMSH「プリンス・セダン・スペシャル」あり）
- スカイライン （初代ALSI/BLSI/S21、2代目S50系、3代目S70/C10系の3代。初代の派生型として、スカイライン・スポーツBLRA/R21あり）
- スカイラインエステート（W50系）
- グロリア（初代BLSIP、2代目S40系、3代目S60/A30系）
- グロリアエステート（W40系）
- チェリー（初代E10系） - プリンスの車種としての発売には至らなかったが、開発自体はプリンス時代から行われていた。

### 商用車

#### トラック系
- プリンス・トラック （AFTF）
- マイラー （初代AOTH/ARTH/BRTH/T43系、2代目T44系）
- プリンス・キャブオーバー・トラック （AKTG）
- クリッパー （初代AQTI/BQTI/T63系、2代目T65系/T40）
- ホーマー（T64系/T20）
- 消防車（初代AFFA、2代目ARFC/ARFD）

#### バン・ピックアップ系
- プリンス・ライトバン （初代AFVA/AFVB、2代目AOVF/ARVF）
- プリンス・ルートバン （初代AJVC、2代目AKVD、3代目AQVH/BQVH/V63系）
- ホーマールートバン（V64系）
- プリンス・コマーシャルバン （AIVE）
- スカイウェイ バン（初代ALVG/BLVG/V23、ピックアップALPE/BLPE/P23、2代目バンV51）
- グロリアワゴン（V40系）
- プリンス・ピックアップ （AFPA/AFPB）
- プリンス・コマーシャルピックアップ （AIPC）
- スカイウェイ ピックアップ（ALPE/BLPE/P23）

#### バス系
- ライトバス（AQVH-B、マイクロバスへ名称変更）
- マイクロバス（初代AQVH-M/BQVH-M、2代目B63系/B65系/T40）
- ライトコーチ（初代AQVH-L/BQVH-L/BQBA、2代目B63系）
- ホーミー (B64系/T20)

### その他
- BNSJ型乗用車（1956年3月　第3回自動車ショウ参考出品）
- CPSK/DPSK型乗用車 （国民車構想に則った小型大衆車。試作のみ）
- プリンス1900スプリント（R52、1963年 東京モーターショー参考出品）
- R380
- ニッサン・プリンス・ロイヤル （S390P-1/A70）

## その他
- 1962年までの車両型式はアルファベット4文字で表し、1文字目がエンジン型式（1500cc：A、1900cc：B等）、2文字目がシャシー型式の2桁目、3-4文字目の2桁でボデー形式を表す。3文字目はボデーの種類（S：セダン、トラック：F、バン：V、ピックアップ：P等）、4文字目はボデー種類別の（試作を含む）作成順となる。また型式に細区分として数字を付す。1956年以降登場の車種はアラビア数字を使用し、それ以前の車種はローマ数字を使用していた。（例）プリンスセダンAISH：1500ccエンジン搭載、CI型シャシー、セダンのH番目。プリンストラックAFTF：1500ccエンジン搭載、CF型シャシー、トラックのF番目。スーパークリッパークBQTI：1900ccエンジン搭載、CQ型シャシー、トラックのI番目
- AISH型は上皇明仁が皇太子時代に購入し用いた。AISH-2の現車は日産自動車の手で保管されており、イベント等で展示されることがある。
- 歌手であるザ・ピーナッツがプリンス自動車の車両（同社の社員であった海老原勝と懇意にしていたことから購入していた。[要出典]）を所有していた。またザ・ピーナッツは同社のコマーシャルソングの歌唱も行っていた。
- 元社員の桜井眞一郎は、2009年発行の自動車誌[どこ?]インタビューにおいて「プリンスは（部下が上司を叱ったりと）変わった会社だった」（一例を挙げれば開発陣が技術開発に勤しんでいる最中に役員がただ単に暇潰しで見学していたりすると“お前さん邪魔だからあっちに行ってくれ！”と大学を出たての若造が平気で役員に向かって言えたりした等）。「日産と合併した時、元プリンス社員は3で始まる社員番号だったので『あいつは3ナンバーだ』と揶揄された」と語っている。
- 全国のプリンス自動車販売会社のうち、埼玉県の埼玉プリンス自動車販売と千葉県の千葉プリンス自動車販売の両社は（両社ともトヨタ勝又グループに属していた）、日産との合併を直前に控えた1965年9月1日付でトヨタディーゼル店に鞍替えし、それぞれ「埼玉トヨタディーゼル（→トヨタカローラ新埼玉）」、「千葉トヨタディーゼル（→トヨタカローラ京葉、1990年にトヨタカローラ千葉と合併）」となっている。この関係で、両県の日産プリンス店は「日産プリンス埼玉販売」「日産プリンス千葉販売」として、改めて設立されている。